# Johann Philipp Gustav Wolbach
Johann Philipp Gustav Wolbach (* 27. Januar 1826 in Ulm; † 26. Februar 1890 ebenda) war ein deutscher Jurist und Politiker.

## Leben
Als Sohn von Christoph Leonhard Wolbach geboren, studierte Johann Philipp Gustav Wolbach nach dem Besuch des Gymnasiums in Ulm Rechtswissenschaften in Tübingen und Heidelberg. Während seines Studiums wurde er 1843 Mitglied der Burschenschaft Germania Tübingen und war 1846 Conkneipant der Alten Heidelberger Burschenschaft Franconia. 1853 wurde er Rechtskonsulent bzw. Rechtsanwalt in Ulm und ab 1868 in Stuttgart. 1854 wurde er Obmann und Mitglied des Ulmer Bürgerausschusses. 1857 gehörte er auch dem Gemeinderat an, in den er 1863 wiedergewählt wurde. 1863 wurde er Mitglied des Schleswig-Holstein-Komitees, 1864 des Landeskomitees der Volkspartei. Von 1864 bis 1868 war er Abgeordneter der Württembergischen Landstände, zuerst für den Oberamtsbezirk Ulm, ab 1870 für Riedlingen. 1865 war er Mitgründer des Ulmer Volksvereins.